# Santa Ana de Coro
Santa Ana de Coro, més coneguda com a Coro, és una ciutat veneçolana, capital del municipi Miranda i de l'estat Falcón, a l'occident del país, també anomenada la Ciutat Arrel de Veneçuela o Ciutat Mariana. Va ser fundada el 26 de juliol del 1527 per Juan de Ampíes. Es troba assentada al sud de la península de Paraguanà, en una plana costanera, flanquejada per les dunes de Coro al nord, i la serra de Coro al sud, a pocs quilòmetres del seu port (La Vela de Coro) al mar Carib, en un punt equidistant entre l'Ancorada de la Vela de Coro i el Golfete de Coro.
Té una àmplia tradició cultural, que li ve de ser l'assentament urbà fundat pels conqueridors espanyols que va aconseguir perdurar i que va servir per a irradiar la conquesta i colonització a l'interior del continent; primera capital de la província de Veneçuela; cap del primer bisbat fundat a Amèrica del Sud el 1531. Com Neu-Augsburg, va ser la primera colònia alemanya al continent americà sota els Welser, a la seva regió sorgeix el moviment precursor de la independència i de reivindicació de les classes dominades a Veneçuela, i bressol del moviment federalista veneçolà en l'època republicana.
Des de l'any 1993, està inscrita en la llista del Patrimoni de la Humanitat de la UNESCO, des del 2005 també en la llista de Patrimoni de la Humanitat en perill.